# Rezolucja Rady Bezpieczeństwa ONZ nr 1758
Rezolucja Rady Bezpieczeństwa ONZ nr 1758 została przyjęta 15 czerwca 2007 podczas 5696. posiedzenia Rady.
Najważniejsze postanowienia:
1. Rada przedłuża mandat misji UNFICYP do 15 grudnia 2007.
2. Rada wzywa obie strony konfliktu do zaangażowania się w demarkację strefy buforowej, zwłaszcza w odniesieniu do przejścia granicznego na ulicy Ledra w Nikozji.
3. Rada wzywa stronę turecką do przywrócenia stanu sprzed 30 czerwca 2000 w odniesieniu do przebiegu granicy w okolicach Strovilii
4. Rada nakazuje sekretarzowi generalnemu przygotowanie do dnia 1 grudnia 2007 raportu o stanie wykonanie tej rezolucji.